# Badminton bei den European Universities Games 2018
Bei den European Universities Games 2018 wurden sechs Badmintonwettbewerbe ausgetragen. Sie fanden vom 14. bis zum 19. Juli 2018 in Coimbra statt.

## Sieger und Platzierte
| Disziplin    | Gold                                | Silber                         | Bronze                         |
| ------------ | ----------------------------------- | ------------------------------ | ------------------------------ |
| Herreneinzel | Valentin Singer                     | Yusuf Ramazan Bay              | Oleksandar Shmundyak           |
| Herreneinzel | Valentin Singer                     | Yusuf Ramazan Bay              | Marc Laporte                   |
| Dameneinzel  | Lilian Yang                         | Rosy Pancasari                 | Maryna Ilynskaya               |
| Dameneinzel  | Lilian Yang                         | Rosy Pancasari                 | Vladyslava Lesnaya             |
| Herrendoppel | Thomas Baures Mathieu Gangloff      | Nathan Laemmel Matéo Martinez  | Thomas Heiniger Florian Schmid |
| Herrendoppel | Thomas Baures Mathieu Gangloff      | Nathan Laemmel Matéo Martinez  | Tijl Dewit Tim van Herbruggen  |
| Damendoppel  | Maryna Ilynskaya Vladyslava Lesnaya | Katharina Altenbeck Laura Wich | Dora Dragčević Lucija Trgovac  |
| Damendoppel  | Maryna Ilynskaya Vladyslava Lesnaya | Katharina Altenbeck Laura Wich | Tiara Samuel Emily Witts       |
| Mixed        | Rodion Kargaev Viktoriia Vorobeva   | Phone Pyae Naing Lilian Yang   | Matéo Martinez Alix Saumier    |
| Mixed        | Rodion Kargaev Viktoriia Vorobeva   | Phone Pyae Naing Lilian Yang   | Thomas Baures Rosy Pancasari   |
| Teams        | Universität Straßburg               | University of Nottingham       | Bursa Uludağ Üniversitesi      |
| Teams        | Universität Straßburg               | University of Nottingham       | Radboud-Universität Nijmegen   |